# Vom heißen Stein
Vom heißen Stein bezeichnet eine Großlage im deutschen  Weinbaugebiet Mosel.

## Einzellagen
Die Großlage Vom heißen Stein zählt zum Bereich Bernkastel und besteht aus folgenden Einzellagen in den jeweiligen Gemeinden:
- Briedel: Weisserberg, Schäferslay, Herzchen, Nonnengarten, Schelm
- Pünderich: Goldlay, Rosenberg, Nonnengarten, Marienburg
- Reil: Goldlay, Falklay, Mullay-Hofberg, Sorentberg